# کیارا ربایاتی
کیارا ربایاتی (ایتالیایی: Chiara Rebagliati؛ زادهٔ ۲۳ ژانویهٔ ۱۹۹۷) کماندار زن اهل ایتالیا است.
وی در مسابقات کشوری و بین‌المللی در مجموع برندهٔ ۱ مدال طلا، ۱ مدال نقره شده‌است.